# Ascanio in Alba

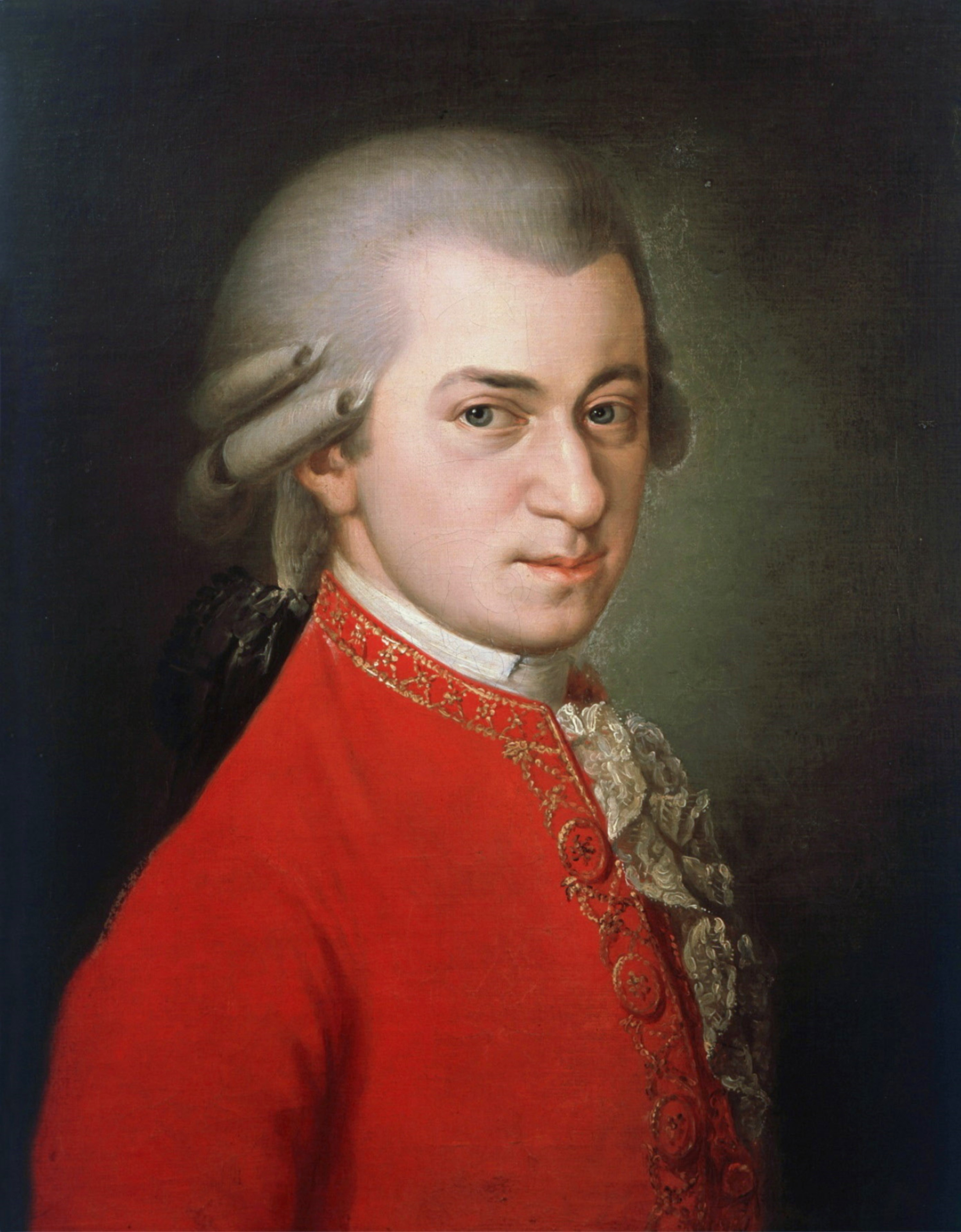
Wolfgang Amadeus Mozart.

Ascanio in Alba (Ascanio i Alba) är en pastoral opera i två delar (Festa teatrale in due alti) med musik av Wolfgang Amadeus Mozart och libretto av Giuseppe Parini, K.111.

## Historia
Operan uruppfördes vid bröllopet mellan ärkehertig Ferdinand och Maria Beatrice d'Este den 17 oktober 1771 i Milano. Librettot är i första hand en allegori och en vägledning för unga prinsar i hur de skulle bete sig som regenter senare i livet. Det är alltså ett budskap och inte en intrig som står i centrum för texten.
Mozart var 14 år när han skrev musiken till texten och var inte direkt inspirerad av den stela texten men lyckades ändå förnya opera seria genom att göra innovationer som var häpnadsväckande för samtiden.
Samtidigt med Ascanio in Alba uppfördes också en opera av Johann Adolf Hasse, Ruggiero. Hasse sade vid uppförandet om Mozart att "den unge mannen gör att vi alla blir glömda" och skrev aldrig någon mer opera efter Ruggiero.
Innan librettot kom till hade Mozart en uvertyr färdig. Operan består i övrigt av da capo-arior, verkningslösa körer, en terzett i slutet och en liten balett.

## Personer
- Venus (sopran)
- Ascanio (kontratenor)
- Silvia (sopran)
- Aceste (tenor)
- Fauno (sopran)

## Handling

### Akt I
Venus har bestämt att hennes son Ascanio skall härska över Alba och gifta sig med nymfen Silvia. De har aldrig sett varandra men Amor har visat sig för Silvia i Ascanios gestalt så hon har förälskat sig i drömsynen. Nu skall de båda ungdomarna mötas för första gången men Ascanio får inte ge sig till känna förrän han med egna ögon kan se hur ärbar hon är.

### Akt II
Därför blandar han sig med herdarna då Silvia förs in, men hon känner genast igen sin drömsyn utan att veta att det är Ascanio. Hon blir olycklig därför att hon vet att hon skall giftas bort med Venus berömde son. Då delar sig skyarna och Venus visar sig i sin vagn. Framför hennes altare förenas de båda älskande som har bestått sina prov, och Venus förkunnar att Alba skall bli ryktbart under Ascanios styre.